# Медаль «За бойову співдружність» (ФСБ)
Медаль «За бойову співдружність» (рос. Медаль «За боевое содружество») — відомча нагорода Федеральної служби безпеки Російської Федерації.

## Положення про медаль

### Порядок носіння
Медаль носиться нагородженими військовослужбовцями органів ФСБ на лівій стороні грудей і розташовується перед медаллю ФСБ «За відмінність у військовій службі».

## Опис медалі
Медаль виготовляється з латуні. Діаметр — 32 мм, медаль має випуклий бортик з обох сторін.
На лицьовій стороні медалі розташоване рельєфне зображення щита. Поле щита вкрите червоною емаллю. Щит накладений на чотирикінцевий рівнорозширений хрест із заокругленими кінцями, що вкриті васильковою емаллю. Поле навколо хреста вкрите білою емаллю. Між кінцями хреста і вертикально по осі симетрії за щитом — рельєфне зображення трьох перехрещених оголених мечів вістрям вниз. В центрі на лівому й правому кінцях хреста — напис: «За боевое содружество».
На зворотному боці — напис: «Федеральная служба безопасности Российской Федерации». Знизу по бокам медалі вздовж її країв зображення лаврових гілок. Всі зображення і написи на медалі випуклі.
Медаль за допомогою вушка і кільця з'єднується з п'ятикутною колодкою, обтягнутою васильковою шовковою муаровою стрічкою шириною 24 мм з білими смугами по краям шириною 3 мм. Посередині стрічки одна жовта смуга шириною 2 мм.